# Donovan
Donovan (nascut Donovan Philips Leitch, 10 de maig de 1946) és un cantautor i guitarrista escocès, una «llegenda del folk psicodèlic». Va desenvolupar un estil eclèctic i distintiu que barrejava folk, jazz, pop, rock psicodèlic i música del món (especialment calipso). Ha viscut a Escòcia, Hertfordshire (Anglaterra), Londres, Califòrnia i, com a mínim, des del 2008 al Comtat de Cork, Irlanda, amb la seva família.

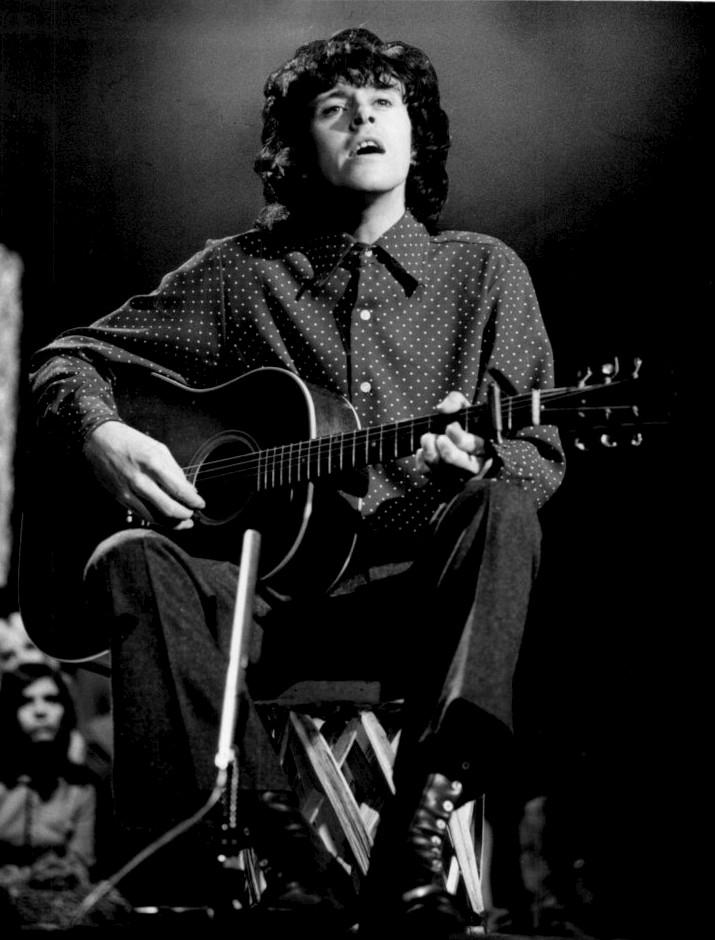
Donovan el 1969

Va debutar a dinou anys al festival de música folk de Newport (Rhode Island) al costat de Bob Dylan, Joan Baez i d'altres. És conegut, entre d'altres per himnes com «Sunshine Superman» i «Universal soldier». La seva evolució del folk a la psicodèlia va marcar la dècada dels 60. Era amic dels Beatles, va escriure una part de la lletra de «Yellow Submarine» i ensenyar a Paul McCartney la tècnica del fingerpicking a la guitarra. És un dels múltiples artistes del qual els discs a l'Espanya franquista dels anys 1960 van llançar-se amb unes cançons menys o una portada diferent que l'edició internacional per evitar problemes amb la censura.
El 2017, Narcís Perich va crear una versió de la cançó «Colours» (1965) on va canviar el primer vers «Yellow is the colour of my true love's hair» en «Groc és el color de la llibertat».
Donovan passa llargues temporades a la seva residència d'Artà (Mallorca). El 2018 va actuar a Deià a la casa de Robert Graves